# Ryszard Chłopek
Ryszard Chłopek (ur. 1979) – polski poeta, prozaik, krytyk literacki.
Redaktor "ARTylerii", członek grupy poetyckiej "W breW" oraz "Estakada". Jego wiersze były tłumaczone na język czeski i niemiecki.